# Kings of Sleep
Kings of Sleep es el segundo álbum de estudio en solitario del bajista estadounidense Stuart Hamm, lanzado el 19 de junio de 1989 a través de Relativity Records.
El título del álbum y muchas de las canciones están inspiradas en las novelas y relatos cortos de William Gibson. 

## Lista de canciones
Todas las canciones compuestas por Stuart Hamm, excepto donde se indique lo contrario.
1. "Black Ice" – 4:23
2. "Surely the Best" – 5:19
3. "Call of the Wild" – 4:41
4. "Terminal Beach" – 3:57
5. "Count Zero" – 4:13
6. "I Want to Know" – 5:39
7. "Prelude in C" (J.S. Bach) – 2:30
8. "Kings of Sleep" (Kim Bullard y Stuart Hamm) – 8:23

## Personal
- Stuart Hamm - bajo
- Harry Cody - guitarra en "Surely the Best", "Call of the Wild", "Count Zero" y "Kings of Sleep"
- Buzzy Feiten - guitarra en "Black Ice" y "I Want to Know"
- Jonathan Mover - batería
- Amy Knoles - percusión
- Scott Collard - teclados
- Dick Zimmerman - fotografía
- David Bett - dirección artística
- Stuart Hamm - productor